# 한국음식문화전략연구원
한국음식문화전략연구원은 한국음식 문화의 연구를 통해 안전성과 건강성을 인식시키고, 한국음식을 외식산업과 연계시킴으로써 세계의 외식시장 진출 및 우수한 한국 식문화를 홍보함으로써 한국 식문화의 세계화에 기여할 목적으로 2008년 5월 20일 설립된 사단법인이다. 사무실은 서울특별시 서초구 양재1동 16-13번지, 제이스플러스빌딩 7층에 있다.

## 주요 사업
- 한국 음식문화 연구를 통한 전통 한국음식의 고증과 발굴
- 한국 전통식품의 상품화 및 산업화
- 한국음식의 식품. 영양학적 연구
- 한국음식과 관광산업을 연계한 문화상품으로 개발
- 해외진출 한국식당의 현황 및 실태조사
- 한국음식의 세계화를 위한 브랜드 개발과 육성
- 외식산업 시장규모 및 외식소비 실태 연구
- 산·학·연 협동 프로그램 개발과 교육
- 농림 정책과 관련된 대정부 정책 대안 수립
- 강연회, 심포지움, 워크샵 등을 개최, 학술적 연구 및 대국민 홍보사업 수행